# Kabyiniro
Kabyiniro ist eine von sechs Zellen (Verwaltungseinheiten 4. Ebene) im Sektor Cyanika des Distrikts Burera in der Nordprovinz von Ruanda. Sie liegt auf einer Höhe von etwa 2250 m. Nachbarzellen sind im Norden Nyagahinga, im Nordosten Kagitega, im Osten Gisovu, im Süden Gasiza und im Westen Buramba. Die Westseite von Kabyiniro liegt innerhalb des Vulkan-Nationalparks. Entlang der Ostgrenze von Kabyiniro verläuft in Nord-Süd-Richtung die asphaltierte Nationalstraße 17.